# アゼリアカップ高校選抜ソフトテニス国際大会
アゼリアカップ高校選抜ソフトテニス国際大会は、高松アゼリアカップ高校選抜ソフトテニス国際大会実行委員会が主催（主管高松市ソフトテニス協会）する日本の高等学校ソフトテニス大会毎年2月に高松市で開催。

## 概要
この大会は、全国高等学校総合体育大会ソフトテニス競技大会（インターハイ）等に準ずる高校ソフトテニス全国大会のひとつで、新チームによる最初の団体戦による全国大会。各地区ブロック大会で勝ち抜いた学校が招待され、３月の全国高校選抜の前哨戦。さらに韓国、台湾より強豪校が参戦。

## 試合形式
３点点取り戦　ノックアウトトーナメント

## 参加要件
各地区ブロック新人戦上位入賞校

## 歴代優勝校
|    |        | 男子        | 女子                            | 備考 |
| -- | ------ | ----------- | ------------------------------- | ---- |
| 33 | 2024年 | 高田商 奈良 | 広島修道大学ひろしま協創高 広島 |      |
| 5  | 1992年 | 三重        | 広島女子商                      |      |
| 4  | 1991年 | 三重        | 淀之水 大阪                     |      |
| 3  | 1990年 | 高田商 奈良 | 中村学園 福岡                   |      |
| 2  | 1989年 | 上宮 大阪   | 清水ヶ丘 広島                   |      |
| 1  | 1988年 | 上宮 大阪   | 清水ヶ丘 広島                   |      |